# 150 років Одеському національному університету імені І. І. Мечникова (срібна монета)
«150 ро́ків Оде́ському націона́льному університе́ту і́мені І. І. Ме́чникова» — срібна ювілейна монета номіналом 5 гривень, випущена Національним банком України. Присвячена одному з найстаріших вищих навчальних закладів України.
Монету введено в обіг 28 квітня 2015 року. Вона належить до серії «Вищі навчальні заклади України».

## Опис монети та характеристики
| Номінал грн. | Метал            | Маса, г       | Діаметр, мм | Якість виготовлення | Гурт                           | Тираж, штук |
| ------------ | ---------------- | ------------- | ----------- | ------------------- | ------------------------------ | ----------- |
| 5            | срібло 925 проби | 15,55 / 16,81 | 33,0        | пруф                | гладкий із заглибленим написом | 2 000       |

### Аверс
На аверсі монети розміщено: угорі малий Державний Герб України, під яким напис «УКРАЇНА»; стилізовану композицію, що символізує галузі науки та навчальний процес; у центрі номінал — «5/ГРИВЕНЬ» та рік карбування «2015» (унизу).

### Реверс
На реверсі монети на дзеркальному тлі зображено будівлю Одеського національного університету імені І. І. Мечникова та по колу розміщено напис «ОДЕСЬКИЙ НАЦІОНАЛЬНИЙ УНІВЕРСИТЕТ ІМЕНІ І. І. МЕЧНИКОВА», унизу на рельєфному тлі рік заснування університету «1865».

## Автори

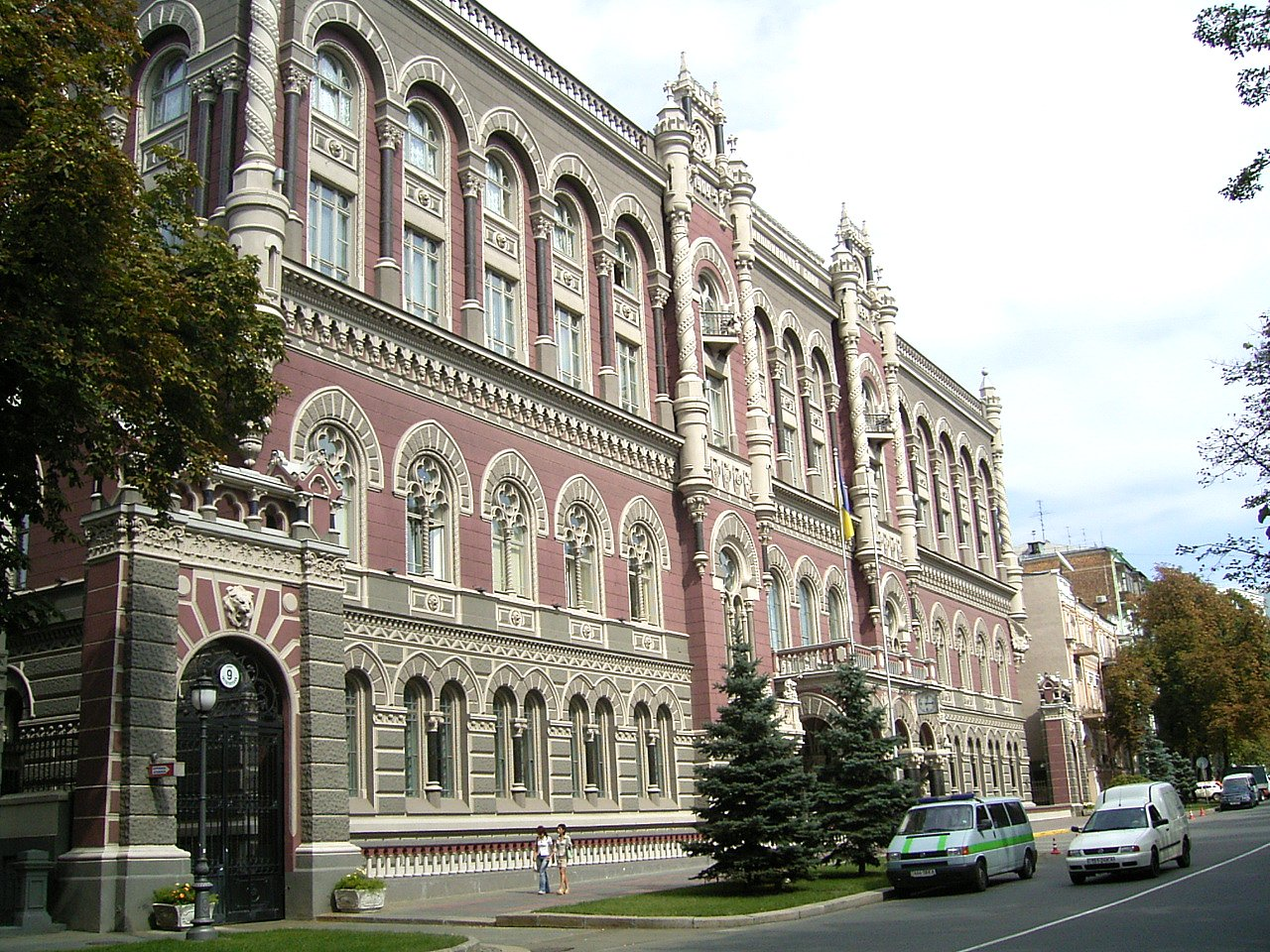
Будівля Національного банку України

- Художники: Корень Лариса, Бєляєв Сергій.
- Скульптор — Атаманчук Володимир.

## Вартість монети
Під час введення монети в обіг у 2015 році, Національний банк України реалізовував монету через свої філії за ціною 359 гривень.
Фактична приблизна вартість монети, з роками змінювалася так:
| Рік        | 2015 | 2016 | 2017 | 2018 | 2019 | 2020 | 2021 | 2022 | 2023  | 2024  | 2025  |
| ---------- | ---- | ---- | ---- | ---- | ---- | ---- | ---- | ---- | ----- | ----- | ----- |
| Ціна, грн. | 550  | 600  | 670  | 720  | 920  | 840  | 910  | 970  | 1 100 | 2 300 | 2 350 |